# A-1 HOL 2006./07.
A-1 hrvatska odbojkaška liga 2006/07.
U sezoni 2006/07. to je u Hrvatskoj bio najviši natjecateljski razred u športu odbojci.

## Konačna ljestvica

### Liga za ostanak
```
Mj. Klub          Ut Pb Pz Osv:Izg  Bod
1. Rijeka         20 16  4  53:17   50 (u doigravanje za prvaka)
2. M.Centrometal  20 12  8  41:36   33 (u doigravanje za prvaka)
3. Sisak          20 10 10  37:37   29
4. Šibenik        20  8 12  37:47   26
5. Zagreb         20  9 11  35:43   25 
6. Dubrovnik KWSO 20  5 15  28:51   19 (ispada iz lige)
```

### Liga za prvaka
```
Mj. Klub           Ut Pb Pz Osv:Izg  Bod
1. Mladost (ZG)    10  9  1  29:11   26 
2. Varaždin        10  8  2  26:12   23 
3. Karlovac        10  4  6  19:21   13 
4. Mursa - Pan     10  5  5  15:20   13 
5. Mladost KL      10  3  7  16:26    9 
6. Osijek          10  1  9  13:28    6 
```

Svi idu u doigravanje za prvaka.

## Doigravanje za prvaka
- četvrtzavršnica

- poluzavršnica

Igra se na dva dobivena susreta.

Mladost (Zagreb) - Mladost KL 3:0 

Mladost KL- Mladost (Zagreb)  1:3
Varaždin - Karlovac 2:3

Karlovac - Varaždin 0:3

Varaždin - Karlovac 3:1
- završnica

Igra se na tri dobivena susreta.
- - 1. susret, 18. travnja

Mladost - Varaždin 3:0     (1:0 u susretima)
- - 2. susret, 21. travnja

Varaždin - Mladost 3:2     (1:1 u susretima)
- - 3. susret, 25. travnja

Mladost - Varaždin 3:2     (2:1 u susretima)
- - 4. susret, 28. travnja

Varaždin - Mladost 0:3     (1:3 u susretima)
Hrvatski prvaci su odbojkaši zagrebačke „Mladosti”.